# Station Warszowice
Station Warszowice is een spoorwegstation in de Poolse plaats Warszowice.